# ركلة (سرقسطة)
بلدية رِكْلة أو ريكلا (بالإسبانية: Ricla) هي بلدية تقع في مقاطعة سرقسطة التابعة لمنطقة أرغون شمال شرق إسبانيا.

## الديموغرافيا
بلغ عدد سكان بلدية ركلة 3.065 نسمة عام 2011 (وفقاً للمعهد الوطني الإسباني للإحصاء).
| 2.043 | 1.858 | 2.518 | 2.721 | 2.916 | 3.469 | 3.065 |